# 趙楷
趙 楷（ちょう かい、建中靖国元年（1101年）- 天会8年6月26日（1130年8月1日））は、北宋の徽宗の第3皇子（夭逝を除くと第2皇子）。

## 経歴
寿昌郡君王氏（後の大王貴妃）の長男として生まれた。同母妹に崇徳帝姫・保淑帝姫・熙淑帝姫、同母弟に趙梴がいる。
建中靖国元年（1101年）11月に生まれ、崇寧元年（1102年）2月、魏国公の位を授けられた。大観2年（1108年）正月、嘉王の位を改授された。政和8年（1118年）閏9月、鄆王を再授された。同年、進士にして殿試に及第し、状元になった（皇子のため、徽宗により榜眼に降格された）。絵画を大いに好み、父に就いて精麗な花鳥画を学んだ。
母妃が徽宗に寵愛されたこともあり、幼くして芸術的な才能を見せた趙楷は諸子の中で最も父に可愛がられた。王黼・童貫・蔡攸らは趙桓（後の欽宗）の廃太子の可能性も示唆したが、金の勃興という国際情勢の急変によって太子趙桓の政治的地位が保たれた。金が宋に対して出兵する事態を招いたことから、宣和7年12月23日（西暦で1126年1月25日）、慌てた徽宗はすぐさま太子趙桓に譲位した。趙楷は数十人の徒党を組んで皇宮に闖入したが、宮門で太尉の何灌が刀を抜いて制止した。欽宗が皇帝に即位すると、趙楷の政治的権利を全て奪った。
靖康の変後、趙楷は金に連行され、金の天会8年（南宋の建炎4年、1130年）6月26日、失意のうちに死去した。

## 逸話
- 徽宗のとき、上品である物は「韵（）」といった。女性の「韵」が入る名前と服飾も、大人気があった。王黼の『明節和文貴妃墓志』によれば、劉貴妃も名を「韵」といった。南宋の周輝の『清波雑志』によると、梁師成らは鄆王を皇太子とするため、この音の一致を利用して世論を喚起した。

## 家族
- 継室：朱鳳英 - 仁懐皇后（欽宗の皇后）の妹。金で洗衣院に入れられ、金の天会13年（1137年）に釈放された。
- 側室：裘冶、石家奴、劉三福、石吉祥
- 男子：太郎、黒郎（趙朴の後継）、金郎、玉郎、宝郎（趙材の後継）
- 6人の女子

いずれも金に連行された

## 伝記資料
- 『宋史』
- 『靖康稗史箋證』
- 『皇第二子煥授官制』
- 『宋会要輯稿』
- 『皇子楷特授河東寧海軍節度使加恩制』宣和四年郊恩